# William Beechey
William Beechey (ur. 12 grudnia 1753 w Burford, zm. 28 stycznia 1839) – angielski malarz portrecista.
Kształcił się w Królewskiej Akademii Sztuk Pięknych w Londynie. Od 1793 członek Akademii. Stworzył kompozycje portretowe  pułków dragonów.
Zyskał uznanie i sławę jako portrecista królewski, króla Jerzego III i królowej Zofii Charlotty, jego żony oraz dworu królewskiego.
Dwukrotnie żonaty.  Ojciec 21 dzieci. Pierwsza żona Mary Ann Jones (zm. 1793), urodziła pięcioro dzieci, w tym Henry'ego Williama (1788-1862), brytyjskiego malarza i egiptologa. Druga żona Ann Phyllis Jessop (1764-1833) urodziła 16 dzieci, m.in.:
- Frederick William Beechey (1796-1852), angielski podróżni i eksplorator, kapitan brytyjskiej marynarki wojennej.
- George Duncan Beechey (1798-1852)[4], angielski malarz portrecista
- St. Vincent Beechey (1806-1899)
- Richard Brydges Beechey (1808-1895)[5], brytyjski malarz i admirał.

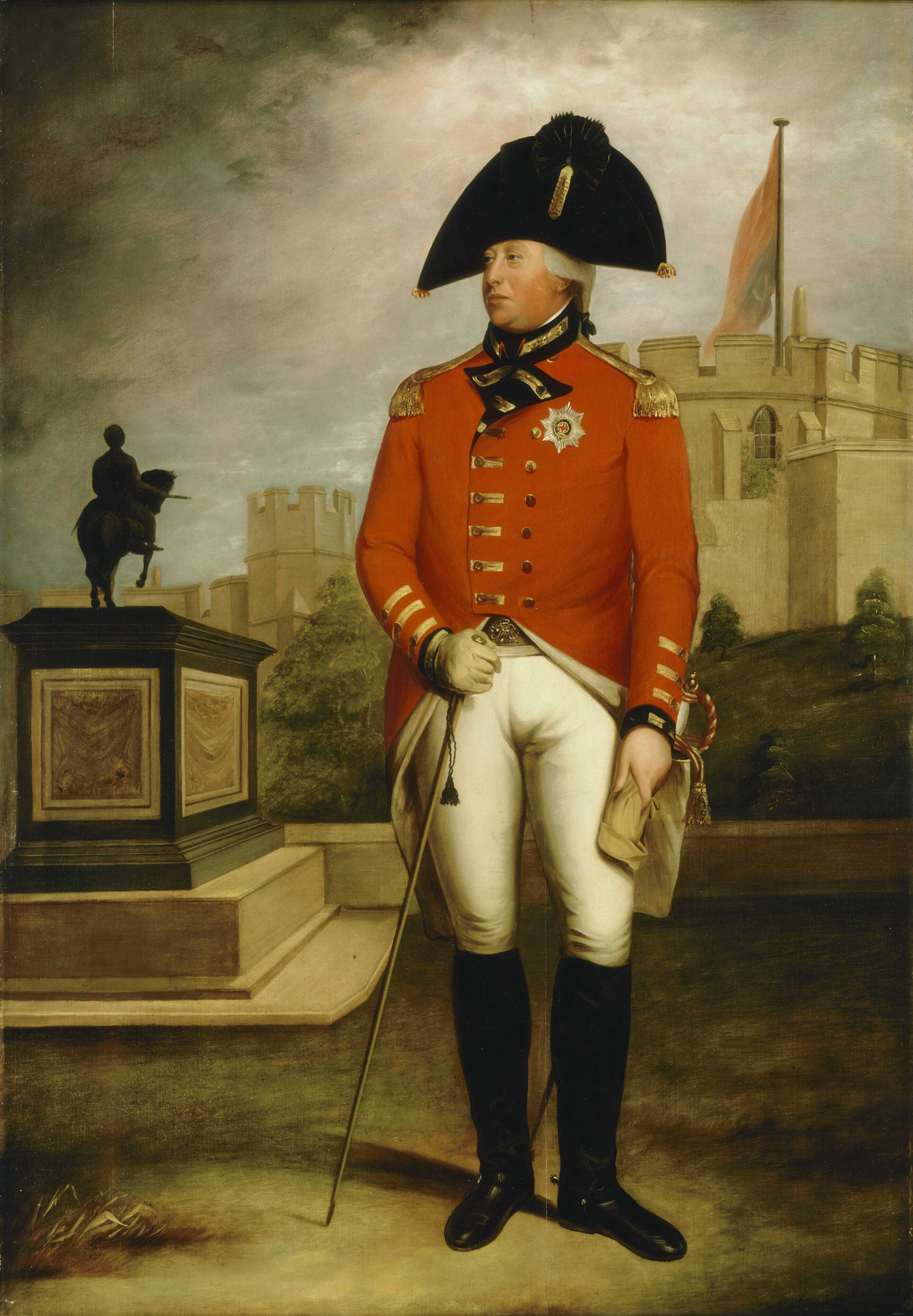
Jerzy III
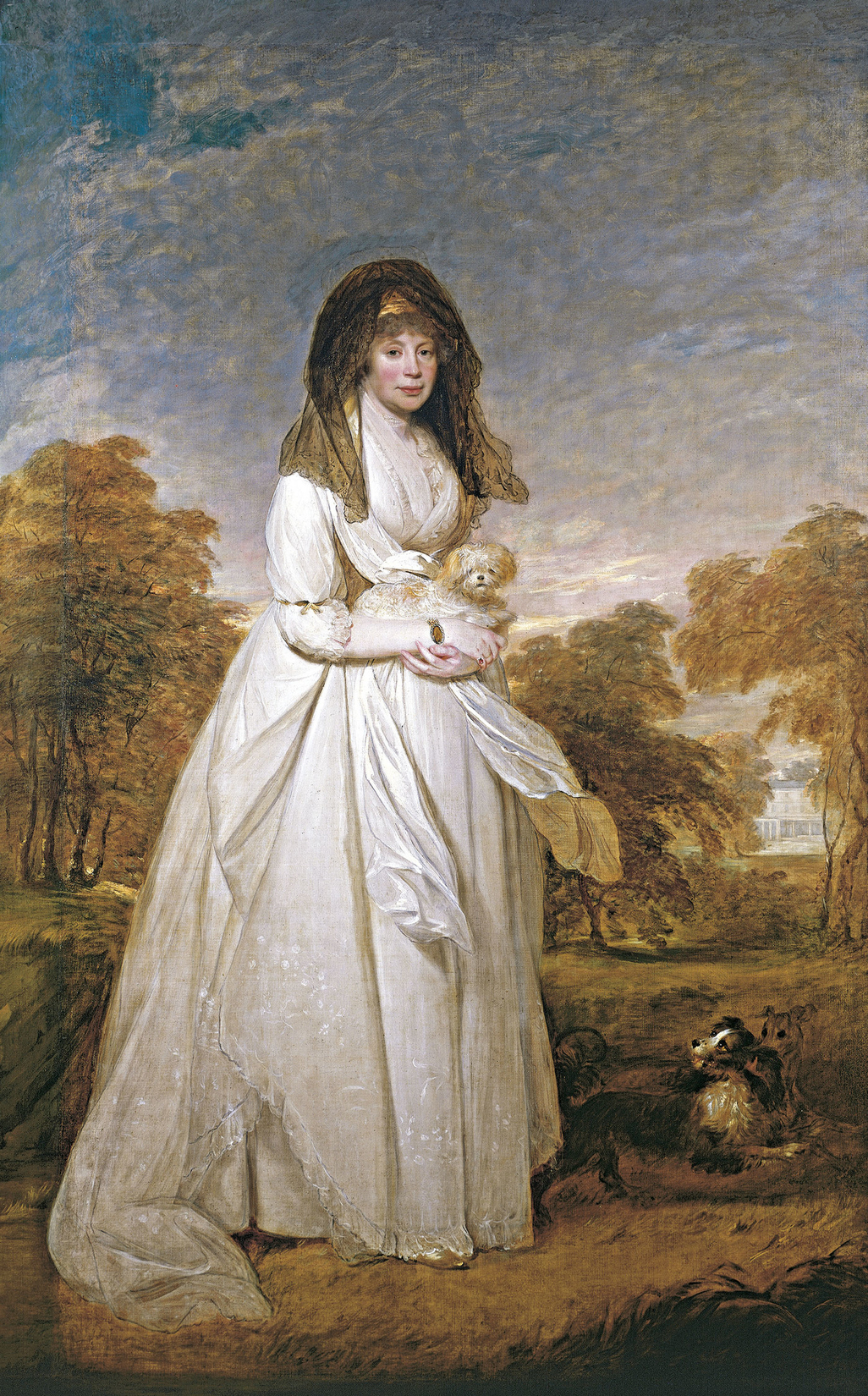
Zofia Charlotta